# Gia phả nhà Severus
Dưới đây là phả hệ của triều đại Severan, từng cai trị đế quốc La Mã: